# 德卡波利斯

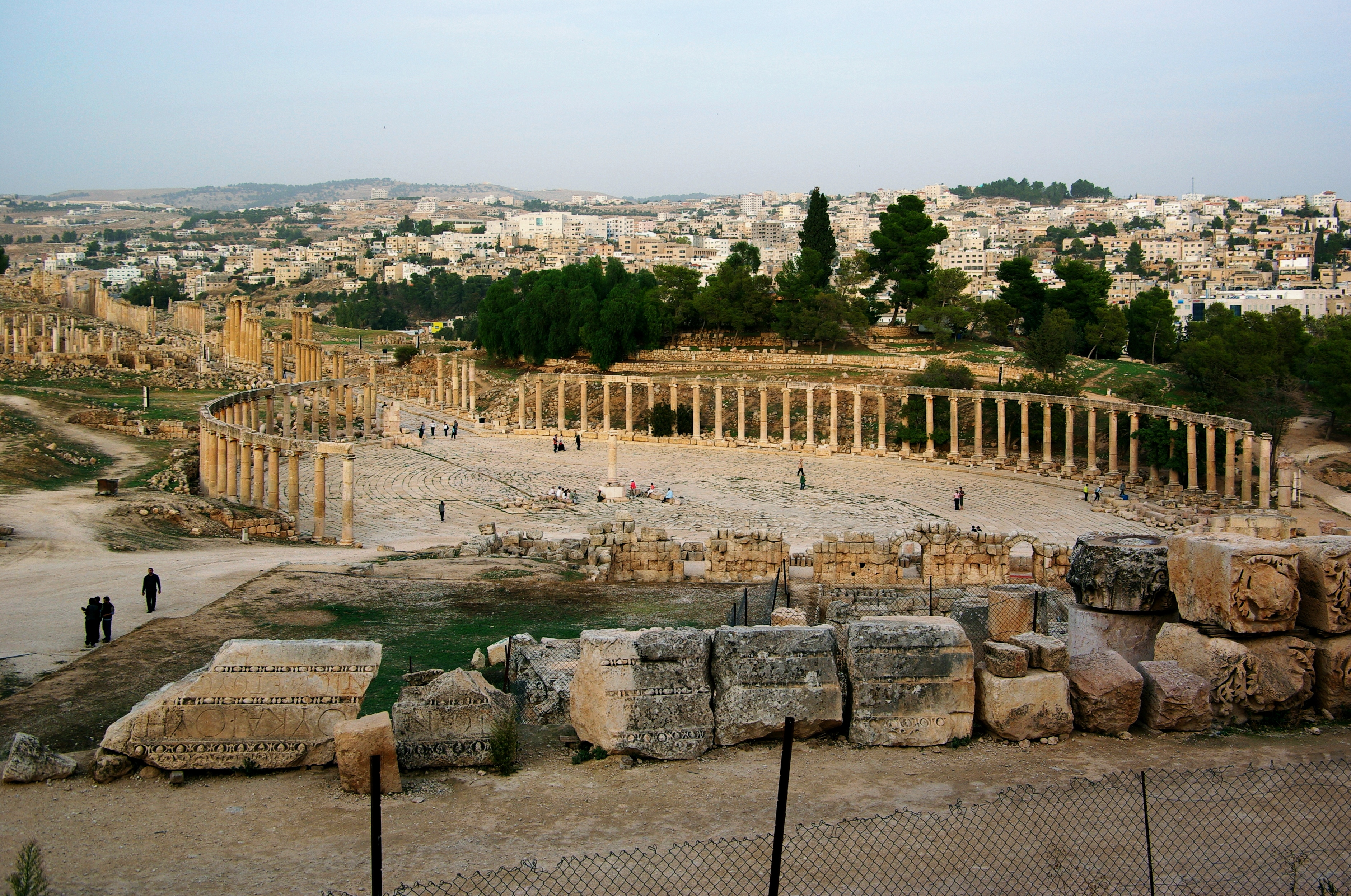
格拉撒(Gerasa)圆形广场

德卡波利斯（希臘語：Δεκάπολις，羅馬化：Dekápolis，意为“十座城”），和合本《圣经》译为低加波利，又意譯作十邑，是罗马帝国东部边境，于今约旦、叙利亚和以色列的10个希臘化城邦的鬆散联盟。他们并非正式的政治联盟，而是由于相同的语言、文化、地理位置和政治地位集合而成，依附羅馬的自治城邦。德卡波利斯城邦是该地区希腊文化和罗马文化的中心，有别于闪米特人（纳巴泰人、亚兰人和犹太人）。圖拉真將德卡波利斯城邦合併至敘利亞行省及佩特拉阿拉伯。
德卡波利斯城邦大多形成于公元前63年羅馬帝國征服以色列地（今巴勒斯坦地區）以後，它们的领土大致上相互接邻。
除大馬士革與貝特謝安，多數德卡波利斯城邦都位于约旦河以东，即今日的约旦。

## 十城
| 城邦       | 敘述                | 今日位置       |
| ---------- | ------------------- | -------------- |
| 非拉鐵非   | 今約旦首都          | 約旦安曼       |
| 格拉撒     |                     | 約旦傑拉什     |
| 加大拉     |                     | 約旦Umm Qais   |
| 佩拉       | 伊爾比德西側        | 約旦塔巴卡法爾 |
| 地菴       | 有時被認為是 Aydoun | 約旦Capitolias |
| 拉法亞那   | 即Abila             | 約旦           |
| 西徐波利斯 |                     | 以色列貝特謝安 |
| 希波       |                     | 以色列Ein Gev  |
| 卡納塔     |                     | 敘利亞Qanawat  |
| 大馬色     | 今敘利亞首都        | 敘利亞大馬士革 |

## 歷史

### 希臘化時代
除了西徐波利斯、大马色和卡納塔之外，德卡波利斯城邦基本上都建立在希腊化时期，即公元前323年亚历山大大帝去世，至罗马征服包括犹太在内的柯里敘利亞。一些城市建立于托勒密王朝统治犹太的时期，直到公元前198年。其他城市则是在塞琉古帝国统治该地区时期后建立的。一些城市在官方名称中包含“安条克”或“塞琉西亚”（例如Antiochia Hippos），表明起源自塞琉古帝国。这些城市从建立开始就是模仿希腊的希腊化城邦。

德卡波利斯地區中，希臘殖民者的文化和當地猶太人、亞蘭文化融合。希臘人對猶太人的割禮感到震驚，認為是種殘忍野蠻的儀式。在面對被希臘人同化的情況，猶太人有不同的回應。與此同時，德卡波利斯地區也文化涵化。德卡波利斯城邦作為希臘文化傳播的中心。一些當地神祇開始被稱為希臘主神的宙斯。希臘人開始將當地「宙斯化」的神祇與宙斯共同崇拜。城邦的硬幣和銘文證明，希臘殖民者吸取了其他閃族神祇，包括腓尼基神祇和納巴特神祇Dushara（在希臘化的名字Dusares下崇拜）。

羅馬將軍庞培於公元前63年征服了東地中海。希臘化城市的人民歡迎庞培作為解放者，因為之前猶太哈斯蒙王國統治了這個地區。庞培授予這些希臘化城市在羅馬保護下的自治權，成為德卡波利斯的起源。幾個世紀以來，基於這次征服，德卡波利斯城邦使用63年作為庞培紀元的開端年份，用來計算羅馬和拜占庭時期的年份。

## 註腳
1. ↑  馬太福音 4:25；馬可福音 5:20；馬可福音 7:31
2. ↑   (PDF). 香港島教區.   [2023-12-27]. （原始内容存档 (PDF)于2023-12-27）.
3. ↑  Kropp, Andreas; Mohammad, Qasim. . Levant. 2006, 38 (1): 125–144. ISSN 0075-8914. doi:10.1179/lev.2006.38.1.125. The Decapolis was a peculiar agglomeration of Hellenized cities placed between Jewish Palestine, Nabatean Arabia and the Hauran.
4. ↑  . Encyclopædia Britannica Online Edition.   [2023-04-09]. （原始内容存档于2019-05-06）.
5. ↑  Hodges, Frederick M.  (PDF). Bulletin of the History of Medicine (Johns Hopkins University Press). 2001, 75 (Fall 2001): 375–405  [13 February 2020]. PMID 11568485. S2CID 29580193. doi:10.1353/bhm.2001.0119. （原始内容存档于2018-11-20）.